# Алфхаузен
Алфхаузен (њем. Alfhausen) општина је у њемачкој савезној држави Доња Саксонија. Једно је од 34 општинска средишта округа Оснабрик. Према процјени из 2010. у општини је живјело 3.815 становника. Посједује регионалну шифру (AGS) 3459001.

## Географија
Алфхаузен се налази у савезној држави Доња Саксонија у округу Оснабрик. Општина се налази на надморској висини од 38 метара. Површина општине износи 39,3 km².

## Становништво
У самом мјесту је, према процјени из 2010. године, живјело 3.815 становника. Просјечна густина становништва износи 97 становника/km².

## Међународна сарадња
| Мјесто | Држава    | Врста сарадње | Од    |
| ------ | --------- | ------------- | ----- |
|        | Француска | партнерство   | 2001. |
| Извор  |           |               |       |